# Bob Fitzsimmons
Robert James "Bob" Fitzsimmons (26 de mayo de 1863-22 de octubre de 1917) fue un boxeador nacido en Gran Bretaña, que habiendo emigrado a corta edad a Nueva Zelanda, y en su representación, obtuvo el récord boxístico de ser el primer campeón mundial de tres divisiones de boxeo, entre otros logros.